# MHL (2020/2021)
Sezon Młodzieżowej Hokejowej Ligi 2020/2021 – dwunasty sezon juniorskich rozgrywek MHL o Puchar Charłamowa.

## Uczestnicy
W porównaniu do poprzedniego sezonu z rozgrywek ubyli z powodu trwającej pandemii COVID-19: chiński zespół ORG-Junior oraz kazachskie drużyny Ałtaj i Snieżnyje Barsy. Do sezonu została przyjęta drużyna Akademija Michajłowa z siedzibą w Tule (dotychczas występowała w rozgrywkach NMHL z siedzibą w Nowomoskowsku). Łącznie do sezonu przystąpiło 32 uczestników.
| Akademija Michajłowa               | Tuła            | Aleksiej Pierwuszyn  | CSKA Moskwa                |  |
| Ałmaz Czerepowiec                  | Czerepowiec     | Władimir Leszko      | Siewierstal Czerepowiec    |  |
| Amurskie Tigry Chabarowsk          | Chabarowsk      | Aleksandr Juńkow     | Amur Chabarowsk            |  |
| SMO MHK Atłant Mytiszczi           | Mytiszczi       | Andriej Łuniow       | Spartak Moskwa             |  |
| MHK Dinamo Sankt Petersburg        | Petersburg      | Kiriłł Aleksiejew    | Dinamo Sankt Petersburg    |  |
| MHK Dinamo Moskwa                  | Moskwa          | Jarosław Luzienkow   | Dinamo Moskwa              |  |
| Kapitan Stupino                    | Stupino         | Leonid Bieriesniew   | HK Soczi                   |  |
| Krasnaja Armija Moskwa             | Moskwa          | Aleksandr Lewicki    | CSKA Moskwa                |  |
| Krylja Sowietow Moskwa             | Moskwa          | Aleksandr Trofimow   |                            |  |
| Łoko Jarosław                      | Jarosław        | Aleksandr Ardaszew   | Łokomotiw Jarosław         |  |
| HK Rīga                            | Ryga            | Valērijs Kuļibaba    | Dinamo Ryga                |  |
| Russkie Witiazi Czechow            | Czechow         | Rustiem Kamaletdinow | Witiaź Podolsk             |  |
| Sachalinskie Akuły Jużnosachalińsk | Jużnosachalińsk | Michaił Komarow      |                            |  |
| SKA-1946 Sankt Petersburg          | Petersburg      | Lew Bierdiczewski    | SKA Sankt Petersburg       |  |
| SKA-Wariagi                        | Petersburg      | Dmitrij Bierszynin   | SKA Sankt Petersburg       |  |
| MHK Spartak Moskwa                 | Moskwa          | Władimir Tiurikow    | Spartak Moskwa             |  |
| Tajfun                             | Władywostok     | Igor Gawriłow        |                            |  |
| Konferencja Wschód                 |                 |                      |                            |  |
| Awto Jekaterynburg                 | Jekaterynburg   | Władisław Otmachow   | Awtomobilist Jekaterynburg |  |
| Biełyje Miedwiedi Czelabińsk       | Czelabińsk      | Aleksiej Zawaruchin  | Traktor Czelabińsk         |  |
| Czajka Niżny Nowogród              | Niżny Nowogród  | Nikołaj Wojewodin    | Torpedo Niżny Nowogród     |  |
| Irbis Kazań                        | Kazań           | Artiom Anisimow      | Ak Bars Kazań              |  |
| Kuznieckie Miedwiedi Nowokuźnieck  | Nowokuźnieck    | Konstantin Turukin   | Mietałłurg Nowokuźnieck    |  |
| Ładja Togliatti                    | Togliatti       | Władimir Tarasow     | Łada Togliatti             |  |
| Mamonty Jugry Chanty-Mansyjsk      | Chanty-Mansyjsk | Dmitrij Burłucki     | Jugra Chanty-Mansyjsk      |  |
| Omskie Jastrieby                   | Omsk            | Oleg Ugolnikow       | Awangard Omsk              |  |
| Rieaktor Niżniekamsk               | Niżniekamsk     | Wiaczesław Kasatkin  | Nieftiechimik Niżniekamsk  |  |
| Sarmaty Orenburg                   | Orenburg        | Władimir Gromilin    | HK Orienburżje             |  |
| Sibirskie Snajpiery Nowosybirsk    | Nowosybirsk     | Dmitrij Gogolew      | Sibir Nowosybirsk          |  |
| Sputnik Almietjewsk                | Almietjewsk     | Eduard Dmitrijew     | Nieftianik Almietjewsk     |  |
| Stalnyje Lisy Magnitogorsk         | Magnitogorsk    | Jewgienij Muchin     | Mietałłurg Magnitogorsk    |  |
| Tiumienski Legion                  | Tiumeń          | Walerij Tuszencow    | Rubin Tiumeń               |  |
| Tołpar Ufa                         | Ufa             | Igor Griszyn         | Saławat Jułajew Ufa        |  |

## Sezon zasadniczy
W sezonie zasadniczym każda drużyna z Konferencji Zachód rozegrała 64 meczów, a każdy zespół z Konferencji Wschód zagrał 56 meczów. W Konferencji Zachód pierwsze miejsce zajęło MHK Dinamo Moskwa (107 pkt.), a w Konferencji Wschód triumfowała Czajka Niżny Nowogród (84 pkt.).

## Faza play-off
Do fazy play-off zakwalifikowało się 16 drużyn tj. po 8 drużyn z każdej konferencji. 
W meczu 1/8 finału 12 marca 2021 Łoko Jarosław - MHK Dinamo  Sankt Petersburg (5:1) w 26 minucie zawodnik drużyny gości Timur Fajzutdinow (ur. 2001) został trafiony krążkiem w głowę, a po przewiezieniu do szpitala zmarł 16 marca 2021.
W finale MHK Dinamo Moskwa pokonało Łoko Jarosław w meczach 4:1. Rywalizacji o trzecie miejsce nie rozgrywano, a po sez9nei ustalono końcową kolejność uczestników.